# MarryDoll
マリードールは、かつて大阪府や東京都を拠点に活動していた日本の女性アイドルグループデュオ・ライブアイドルである。

## 概要
2007年7月23日に中吉涼子と京田真以美の2人で結成。翌年の京田の卒業とMisa（芝田美沙）の加入後も地元である関西を中心にライブ活動していたが、2010年1月に活動拠点を東京に移し、都内を中心に月5本前後のライブ活動を行っていた。2013年4月解散。解散後、中吉はアイドルユニット「渋谷P.R」を立ち上げてアイドル活動を行い2016年1月に卒業。芝田は女優として活動したが、2014年8月の舞台（演劇）を最後に引退し、その後は番組制作の仕事をしている。

## メンバー
- Ryoko（りょうこ、こっこ、本名・中吉涼子/1989年7月25日 -/大阪府/O型 /イメージカラー ピンク)
- Misa（みさ、現・芝田美沙/1989年8月19日 - /大阪府/AO型 /イメージカラー ブルー）

## 経歴

### 2007年
- 7月23日、中吉涼子と京田真以美で結成。
- 8月24日、心斎橋FANJにて初ライブ。
- 12月24日、ファーストシングル『babystar』発売。

### 2008年
- 5月6日、京田真以美が学業に専念するため、MarryDollを卒業。
- 5月10日、セカンドシングル『tell me』発売。
- 6月8日、 Misaが加入。
- 7月5日、「アイドルサイドを歩け!!〜Walk On The Idol Side〜」(Kiss-FM KOBE)、アメリカ村TVにて配信開始。
- 7月26日、主催イベント「MarryDoll -1周年&涼子生誕祭イベント-」開催。
- 8月10日・11日、「加護亜依◇復帰イベントin大阪」のオープニングアクトを務める。
- 9月20日、サードシングル『Honey☆Tune』を2タイトル同時発売。
- 11月30日、アイドルサイドを歩け!!のお出かけイベント〜アイアル学園祭でサウンドクルーを務める。

### 2009年
- 4月4日、MarryDollがレギュラーアシスタントを務める「アイドルスナイパー」がテレビ大阪にて放送開始。
- 4月17日、大阪道頓堀のトンボリステーションでラジカルビデオジョッキーのレギュラー始まる。
- 5月7日、ミューパラ特区（ABC朝日放送）で5月のエンディングテーマ曲に「大好きのヒミツ」が選ばれる。
- 5月13日、ミニアルバム『SWEET&SMILE』発売。
- 7月25日、ワンマンライブ「SWEET&SMILE」開催。大阪で300人集客。

### 2010年
- 1月、活動拠点を東京に移す。
- 5月21日、4thシングル『YES!存在証明!』発売。
- 8月7日、ワンマンライブ「REVRIMIT」開催。東京で350人を集客。
- 10月15日、「音エモン」（関西テレビ）金曜日のレギュラーに抜擢される。担当コーナー放送開始。
- 11月1日、徳島大学学園祭ライブに2年連続で出演。
- 12月3日、ワンマンライブ「音エモン PRESENTS マリードールハウス IN LIVE HOUSE クリスマススペシャル」開催。
- 12月5日、女子プロボクシングイベント「To the Future 〜未来へ〜Vol.08」（フュチュール主催）で行われる「WBA世界女子ミニマム級タイトルマッチ」サポーターズに就任。オープニングアクトとして出演し公式応援ソングを披露。ラウンドガールを務める。

### 2011年
- 2月5日、TSM卒業・進級制作展に出演。
- 2月9日、林田健司、伊秩弘将楽曲提供の両A面シングル『走れ！全力少女/強引YOUR WAY』発売。全国のタワーレコードで独占販売。iTunesで配信開始。
- 2月 - 3月、全国各地のタワーレコードにて新曲発売インストアイベント開催。
- 4月2日、「見たい!出たい!作りたい!」（あっ!とおどろく放送局)のレギュラーメインMCに起用される。
- 8月20日、『真夏のぶち抜きオールナイトLIVE「角ROCK 2011」』松竹芸能 新宿角座にて漫才を披露。
- 8月21日、24時間テレビ、鳥取県米子市にて日本海テレビの生放送に出演。
- 8月25日、みょーちゃん劇団 第4回公演『華れみょなる一族』松竹芸能 新宿角座にて初舞台。
- 8月28日、女子プロボクシングイベント「To the Future 〜未来へ〜Vol.10」（フュチュール主催）でオープニングアクトとして出演し公式応援ソングを披露。ラウンドガールを務める。
- 9月22日、女子プロボクシングイベント「To the Future 〜未来へ〜Vol.11 トリプル女子世界タイトルマッチ」（フュチュール主催）後楽園ホールでオープニングアクトとして出演し公式応援ソングを披露。ラウンドガールを務める。
- 12月25日、アイフルの「わんポチッと。」のCMに出演。RyokoとMisaによるアイドルユニットMarryDoll（マリードール）が、セクシーな犬のコスチュームで歌って踊るおもしろダンスを公開。

### 2012年
- 2月10日、東アジア・大阪魅力発信キャンペーン事業の大阪府観光誘致PR映像に出演。中国 上海市「上海華亭賓館」でライブパフォーマンスを披露。
- 2月25日、男子キックボクシングイベント「Jawin presents ビッグバン・統一への道 ～其の八～」（谷山ジム主催）ディファ有明でスペシャルサポーターとして出演。
- 4月27日、『春波胎動～春のニューウェイヴ祭りその１』＠渋谷スターラウンジにてみょーちゃん劇団として出演。
- 4月30日、MarryDoll ワンマンLIVE『今をMAX BET～極太音祭～』を吉祥寺CLUB SEATAで開催。
- 6月27日・28日、中国北京・国家会議センター開催された『北京フォーラム都市展示会』でライブパフォーマンスを披露。
- 7月8日、新潟にて初ライブ。『IDOL☆UNIVERSE in NIIGATA Vol.2』＠LIVE SPACE The PLANET niigataに出演。
- 8月4日・5日、『TOKYO IDOL FESTIVAL 2012』＠お台場・青海特設会場に初出演。「HOT STAGE」では裸祭り・「SKY STAGE」では放水祭りをし、「WONDER FUTURE PLANET」では裏グランドフィナーレを開催。
- 8月18日、MarryDoll プチワンマンLIVE『～みさのすけの聖誕祭しちゃうのすけ！～』を上野 BRASHで開催。
- 9月7日、みょーちゃん劇団 第5回公演『みょく道の妻たち』松竹芸能 新宿角座にて舞台。
- 9月29日、初MarryDoll主催イベントを開催。『正統派アイドルVSキワモノアイドルライブバトル2012秋』＠亀戸YANAGI
- 9月30日、2009年からの契約事務所「D-Mix Entertainment」と契約期間終了。
- 10月2日、MarryDoll新ホームページ開設。http://marrydoll.jimdo.com/
- 11月4日、『〜MarryDoll presents〜大阪アイドル×アイドルDJ サンデーナイト!!』開催。

### 2013年
- 1月19日、「MarryDoll」から「マリードール」への改名を発表。
- 2月13日、約2年ぶりとなる改名後初リリース曲『超無限可能性時代・ヒカリ射す方へ』をタワーレコード全国流通にて発売。
- 2月12日-17日、怒涛のインストアイベントにて『超無限可能性時代・ヒカリ射す方へ』1200枚を完売。
- 2月17日、『超無限可能性時代・ヒカリ射す方へ』が2月17日付けオリコンチャートデイリーランキングにて第25位、インディーズチャートにて第12位を獲得。
- 3月3日、街角美人presents Tokyo Fashion Collection(Zepp Divercity Tokyo)にゲスト出演。
- 3月20日、『マリードール Tour in OKINAWA』にて沖縄初上陸を果たす。
- 3月26日、twitterにて突然の解散発表。4月21日のワンマンライブを持っての活動終了を宣言。直後に『マリードール』がtwitterのホットワードに浮上。
- 4月18日、目黒FM『idol st@tion』にゲスト出演し、解散についての心境を語る。
- 4月21日、『マリードール ワンマンライブ2013〜今が思い出に変わるその瞬間〜』を開催。「マリードール」解散。

## 作品

### シングル
インディーズ
- babystar(2007年12月24日、自主制作)
「アゲハキャットパニック」（エンタ!371）エンディングテーマ

1. babystar
2. babystar(remix)
3. babystar(instrumental)

- tell me(2008年5月10日、ダイキサウンド)

1. tell me
2. fairy tale
3. fairy tale(remix)
4. tell me(instrumental)

- Honey☆Tune〜天使に出会って〜（2008年9月20日、ダイキサウンド）

1. Honey☆Tune
2. Sunflue
3. Honey☆Tune(remix)
4. Honey☆Tune(instrumental)

- Honey☆Tune〜奇跡に出会って〜（2008年9月20日、ダイキサウンド）

1. Honey☆Tune
2. Sunflue
3. Sunflue(remix)
4. Sunflue(instrumental)

- YES!存在証明!（2010年5月21日、D-Mix Entertainment）

1. YES!存在証明!
2. きみと空〜Shiny Days〜
3. YES!存在証明!(instrumental)

- 走れ!全力少女/強引 Your Way（2011年2月9日、D-Mix Entertainment、両A面シングル）

1. 走れ!全力少女
2. 強引 Your Way
3. 走れ!全力少女(instrumental)
4. 強引 Your Way(instrumental)

プロモーションDVD付
- 超無限可能性時代/ヒカリ射す方へ（2013年2月13日、MRM music）

1. 超無限可能性時代
2. ヒカリ射す方へ
3. 超無限可能性時代(instrumental)
4. ヒカリ射す方へ(instrumental)

### アルバム
- SWEET&SMILE(2009年5月13日、D-Mix Entertainment)

DISK1 CD:
01. 大好きのヒミツ
02.バニラ〜永遠以上 そばにいて〜
03.想い・・・
04.Tell Me
05.Baby Star
06.Honey☆Tune
DISK2 DVD:
大好きのヒミツ〜プロモーションビデオ〜

### CD未収録曲
- 「To the future」女子プロボクシングイベント「TO THE FUTURE ～未来へ～vol.11～トリプル女子世界タイトルマッチ　公式応援ソング
- 「君KissME」作詞：misa / 作曲：キムアス(バブルこうせん) / 編曲：MarryDoll
- 「なかなおりの唄」作詞：misa / 作曲：キムアス(バブルこうせん) / 編曲：MarryDoll
- 「君は魔法使い」作詞：misa / 作曲：キムアス(バブルこうせん) / 編曲：MarryDoll
- 「Love,Cherry」作詞：MarryDoll / 作曲：西川佐登志

### 映像作品
- 『天使と奇跡が出会ったとき』（2008年11月29日）
- 『YES!存在証明!プロモーションDVD』ピンク板・ブルー版（2010年8月7日、D-Mix Entertainment）
- 『音エモン PRESENTS マリードールハウス IN LIVE HOUSE クリスマススペシャル ライブDVD』(2011年1月29日）

## 単独ライブ
| 開催日         | 公演タイトル                                                                      | 会場                  | 備考                   |
| -------------- | --------------------------------------------------------------------------------- | --------------------- | ---------------------- |
| 2008年7月26日  | MarryDoll -1周年&涼子生誕祭イベント-                                              | 北堀江 club vijon     | 主催ライブ             |
| 2009年7月25日  | SWEET&SMILE                                                                       | 心斎橋 FAN J twice    | ワンマンライブ         |
| 2009年8月30日  | 夏合宿打ち上げだよ全員集合!                                                       | 目黒区 目黒食堂       | プチワンマン           |
| 2009年11月23日 |                                                                                   | 目黒区 目黒食堂       | プチワンマン           |
| 2010年4月10日  | 春よ来い！来い！濃い！プチワンマン☆〜いいことありそな、目黒食堂〜                 | 目黒区 目黒食堂       | プチワンマン           |
| 2010年8月7日   | REVLIMIT                                                                          | 麻布十番 WAREHOUSE702 | ワンマンライブ2010     |
| 2010年12月3日  | 音エモン PRESENTS マリードールハウス IN LIVE HOUSE クリスマススペシャル           | OSAKA MUSE            | ワンマンライブ2010大阪 |
| 2011年1月22日  | MarryDoll & Yooko プチツーマンライブ！ ～Yooko ニューシングル発売記念スペシャル～ | 目黒区 目黒食堂       | プチツーマン           |
| 2011年2月24日  | MarryDoll 新曲発売記念・強引/全力ライブ！                                         | 渋谷CLUB CRAWL        | CD購入者特典           |
| 2011年4月3日   | 音エモン PRESENTS MarryDoll Sweets & Live 2011 ～全力少女 全員集合!!～            | 中津 ART COCKTAIL     | 女性限定無料ライブ     |
| 2011年12月3日  | Marry Doll プチワンマンLive リクエストスペシャル ～MUSEじゃなくてごめんなさい～   | 秋葉原ROCKET GATE     | プチワンマン           |
| 2012年4月30日  | Marry Doll ワンマンLIVE「今をMAX BET～極太音祭～」                                | 吉祥寺club SEATA      | ワンマンライブ2012     |
| 2012年8月18日  | Marry Doll プチワンマンLive～みさのすけの聖誕祭しちゃうのすけ！～                 | 上野 BRASH            | プチワンマンライブ     |
| 2012年9月29日  | 正統派アイドルVSキワモノアイドルライブバトル2012秋                                | 亀戸YANAGI            | 主催イベント           |
| 2012年11月4日  | 〜MarryDoll presents〜大阪アイドル×アイドルDJ サンデーナイト!!                    | 心斎橋WAX             | 主催イベント           |
| 2012年11月25日 | アイドル×芸人 ライブ魂2012                                                        | 吉祥寺SEATA           | 主催イベント           |
| 2012年12月30日 | 今年のことは今年のうちに！年末アイドル感謝祭ライブ！                              | 初台Doors             | 主催イベント           |
| 2013年2月6日   | マリードール×SPLASH ツーマンライブ                                                | 渋谷CRAWL             | ツーマンライブ         |
| 2013年2月27日  | マリードール × UP's infnity ツーマンライブ                                        | 渋谷CRAWL             | ツーマンライブ         |
| 2013年3月20日  | マリードール Tour in OKINAWA                                                      | 沖縄Out put           |                        |
| 2013年4月21日  | マリードール ワンマンライブ2013〜今が思い出に変わるその瞬間〜                     | SHIBUYA-REX           | 解散ライブ             |

## メディア出演

### テレビ
- ウキ→ビジュ(中京テレビ:2008年10月2日)
- ぐっじょぶ!(サンテレビ:2008年11月9日)
- ミューパラ特区 (ABC朝日放送：2009年5月 エンディングテーマ曲:大好きのヒミツ)
- ミューパラ特区 (ABC朝日放送：2009年5月28日：ゲストコメント出演)
- ぽじボジたまご (KBS京都:2009年6月29日 生放送)
- サタ☆テン (NHK名古屋:2009年10月17日 生放送)
- マン☆テン (NHK名古屋：2009年10月19日)
- アニソ〜ンぷらす(テレビ東京：2009年11月16日)
- マルコポロリ! (関西テレビ:2010年6月13日 ゲスト出演)
- ミュージャック (関西テレビ:2010年8月5日 ゲスト出演)

レギュラー番組
- アイドルスナイパー1・2-平成アイドル図鑑-（テレビ大阪:スカパー!ビクトリーチャンネル:2009年4月 - 2010年3月）[1]
- アイドルスナイパー3-平成アイドル図鑑-（テレビ大阪:スカパー!ビクトリーチャンネル:2010年4月 - 2010年9月 メインMC レギュラー出演）[2]
- 音エモン (関西テレビ:2010年10月 - 2011年3月 レギュラー出演)

### CM
- アイフル「わんポチっと。」

### ラジオ
- アイドルサイドを歩け!!〜Walk On The Idol Side〜(Kiss-FM KOBE:アメリカ村TVにて映像配信：2008年7月 - 2009年1月)
- その他多数出演

### WEB
- 一緒に食べよ♪（あっ!とおどろく放送局：2010年10月11日）
- 一緒に育てよ♪ふれ愛ドル月曜（あっ!とおどろく放送局：2010年10月11日 ゲスト出演）
- 一緒に育てよ♪ふれ愛ドル金曜（あっ!とおどろく放送局：2011年2月11日 ゲスト出演）
- 柚原凪の『シャカリキ!きゅあコレクション』（あっ!とおどろく放送局：2011年2月22日 ゲスト出演）
- 笑顔を求めて ～一人でも多くの応援メールを!!～（あっ!とおどろく放送局：2011年3月18日 メインMC）東日本大震災緊急特別番組
- 見たい!出たい!作りたい!（あっ!とおどろく放送局：2011年3月19日）
- 見たい!出たい!作りたい!（あっ!とおどろく放送局：2011年4月2日- メインMC）

### 新聞・雑誌・書籍
- 日刊ゲンダイ大阪版夕刊（2008年10月24日 インタビュー）
- Cure Mani 創刊号（2009年10月15日 インディーズアイドル情報誌）
- 週刊プレイボーイ（2009年11月9日 リアル系アイドル特集）
- 産経新聞大阪府下朝刊（2010年10月9日 船場まつりPR）
- W100 LIVEアイドル（2010年11月30日、サエキけんぞう著、シンコーミュージック・エンタテイメント）
- リアル系アイドル図鑑（2011年4月11日）
- スポーツ報知（東京本社・大阪本社版）（2012年1月16日 アイフル「わんポチっと。」）
- スポーツニッポン全国版（東京本社・西部本社・北海道支社・大阪本社版）（2012年1月16日 アイフル「わんポチっと。」）
- サンケイスポーツ（東京本社・大阪本社版）（2012年1月16日 アイフル「わんポチっと。」）
- 日刊スポーツ全国版（東京本社・西部本社・北海道支社・大阪本社版）（2012年1月17日 アイフル「わんポチっと。」）
- デイリースポーツ大阪本社版（2012年1月18日 アイフル「わんポチっと。」）